# Bacillometra
Bacillometra is een geslacht van wantsen uit de familie van de waterlopers (Hydrometridae). Het geslacht werd voor het eerst wetenschappelijk beschreven door Esaki in 1927.

## Soorten
Het genus bevat de volgende soorten:

- Bacillometra fualagana Drake, 1946
- Bacillometra mulfordi (Hungerford, 1927)
- Bacillometra ventralis Esaki, 1927
- Bacillometra woythowskii Hungerford, 1935